# Joseph Dulac (militaire)
Pour les articles homonymes, voir Joseph Dulac et Dulac.
Joseph Dulac, né à Chambéry (duché de Savoie) vers 1706 et mort à Alexandrie (Piémont) en 1757, est un officier d'artillerie et écrivain militaire savoyard. Il a introduit la science de l’artillerie en Piémont.

## Biographie
Fils de Jean-Baptiste Dulac, gentilhomme français, officier dans l'armée de Louis XIV, et de Mlle Orset, nièce de M. de Mongelaz, il étudie au collège des Jésuites de Grenoble. Prenant du service dans l’armée du roi de Sardaigne, il obtient un brevet d'officier du régiment de Savoie, au sein duquel il parvient au grade de lieutenant des grenadiers, avant de rejoindre celui d'artillerie. Durant les guerres de Succession de Pologne et d'Autriche, entre 1733 à 1748, il se distingue par son talent et par son courage dans les campagnes d’Italie : il est blessé à la bataille de Parme (1734), dirige l'artillerie sarde pendant le siège de Coni (1744). Nommé commandant des écoles d'artillerie, il publie  en 1741 une Théorie nouvelle sur le mécanisme de l’artillerie pour l'instruction de ses élèves. En 1754, il reçoit le commandement d’Ivrée avec le grade de colonel. Son caractère bouillant, emporté, et son langage satirique lui créant de nombreux ennemis, il finit par tomber en disgrâce et meurt de chagrin en 1757 à Alexandrie.
Joseph Dulac, mort en 1757, n'est probablement pas « M. Du Lac », auteur des articles « accastillage », « accastillé » et « acculement » publiés 20 ans plus tard dans le Supplément à l'Encyclopédie.

## Œuvres
- Théorie nouvelle sur le mécanisme de l’artillerie, Paris, Charles-Antoine Jombert, 1741, XVI-385 pages, in-4° ;
- Nouveau système d’artillerie sur mer et sur terre, 1760 & 1763, ouvrage posthume.

### Sources
- Gaspard-Herman Cotty, Dictionnaire de l'artillerie, chez Mme veuve Agasse, 1822, 508 pages, p. 281
- Eugène Ernest Desplaces, Joseph-François Michaud, Louis-Gabriel Michaud, Biographie universelle ancienne et moderne, Madame C. Desplaces, 1856, tome 11, p. 481.
- Michel Germain, Personnages illustres des Savoie : "de viris illustribus", Lyon, Autre Vue, 2007, 619 p. (ISBN 978-2-9156-8815-3), p. 203.
- Jean-Louis Grillet, Dictionnaire historique, littéraire et statistique des départements du Mont-Blanc et du Léman, contenant l'histoire ancienne et moderne de la Savoie, vol. 3, t. 2, Chambéry, J.F. Puthod, 1807, p. 147-149. (lire en ligne).
- Pierre Larousse, Grand Dictionnaire universel du XIXe siècle, vol. 6, Paris, Administration du grand Dictionnaire universel, 1866, p. 1367.